# Elezioni generali in Brasile del 1994
Le elezioni generali in Brasile del 1994 si tennero il 2 ottobre per l'elezione del Presidente e dei membri del Parlamento.

## Risultati
Elezioni presidenziali 
| Candidati                 | Partiti                                           | Voti       | %     |
| ------------------------- | ------------------------------------------------- | ---------- | ----- |
| Fernando Henrique Cardoso | Partito della Social Democrazia Brasiliana        | 34 364 961 | 54,28 |
| Luiz Inácio Lula da Silva | Partito dei Lavoratori                            | 17 122 127 | 27,04 |
| Enéas Carneiro            | Partito della Ricostruzione dell'Ordine Nazionale | 4 671 457  | 7,38  |
| Orestes Quércia           | Partito del Movimento Democratico Brasiliano      | 2 772 121  | 4,38  |
| Leonel Brizola            | Partito Democratico Laburista                     | 2 015 836  | 3,18  |
| Espiridião Amin           | Partito Progressista Riformatore                  | 1 739 894  | 2,75  |
| Carlos Antônio Gomes      | Partito della Ricostruzione Nazionale             | 387 738    | 0,61  |
| Henani Fortuna            | Partito Sociale Cristiano                         | 238 197    | 0,38  |
| Totale                    | Totale                                            | 63 312 331 | 100   |

Risultati per regione
| Regione      | Cardoso    | Lula       | Carneiro  | Quercia   | Brizola   | Filho     | Gomes   | Fortuna | Totale     |
| ------------ | ---------- | ---------- | --------- | --------- | --------- | --------- | ------- | ------- | ---------- |
| Nazionale    | 14.744     | 9.872      | 563       | 333       | 552       | 436       | 127     | 71      | 26.698     |
| Nord         | 1.950.874  | 845.865    | 245.452   | 161.027   | 33.620    | 38.571    | 21.707  | 17.003  | 3.314.119  |
| Nordest      | 8.277.031  | 4.352.890  | 587.265   | 626.524   | 164.955   | 128.049   | 174.410 | 60.737  | 14.371.861 |
| Centro-Ovest | 2.495.139  | 1.014.051  | 262.382   | 199.210   | 64.551    | 62.117    | 18.040  | 12.440  | 4.127.930  |
| Sudest       | 17.033.689 | 7.759.840  | 2.706.850 | 1.311.987 | 848.151   | 431.613   | 130.218 | 113.952 | 30.336.300 |
| Sud          | 4.593.484  | 3.139.609  | 868.945   | 473.040   | 904.007   | 1.079.108 | 43.236  | 33.994  | 11.135.423 |
| Totale       | 34.364.961 | 17.122.127 | 4.671.457 | 2.772.121 | 2.015.836 | 1.739.894 | 387.738 | 238.197 | 63.312.331 |

 Elezioni parlamentari 
Camera dei deputati
| Liste                                             | Voti       | %     | Seggi |
| ------------------------------------------------- | ---------- | ----- | ----- |
| Partito del Movimento Democratico Brasiliano      | 9 287 049  | 20,32 | 107   |
| Partito della Social Democrazia Brasiliana        | 6 350 941  | 13,90 | 62    |
| Partito del Fronte Liberale                       | 5 873 370  | 12,85 | 89    |
| Partito dei Lavoratori                            | 5 859 347  | 12,82 | 49    |
| Partito Progressista Riformatore                  | 4 307 878  | 9,43  | 52    |
| Partito Democratico Laburista                     | 3 303 434  | 7,23  | 34    |
| Partito Progressista                              | 3 169 626  | 6,94  | 36    |
| Partito Laburista Brasiliano                      | 2 379 773  | 5,21  | 31    |
| Partito Liberale                                  | 1 603 330  | 3,51  | 13    |
| Partito Socialista Brasiliano                     | 995 298    | 2,18  | 15    |
| Partito Comunista del Brasile                     | 567 186    | 1,24  | 10    |
| Partito Democratico Sociale                       | 414 933    | 0,91  | 3     |
| Partito della Ricostruzione dell'Ordine Nazionale | 308 031    | 0,67  | –     |
| Partito della Mobilitazione Nazionale             | 257 018    | 0,56  | 4     |
| Partito Popolare Socialista                       | 256 485    | 0,56  | 2     |
| Partito Sociale Cristiano                         | 213 734    | 0,47  | 3     |
| Partito Repubblicano Progressista                 | 207 307    | 0,45  | 1     |
| Partito della Ricostruzione Nazionale             | 184 727    | 0,40  | 1     |
| Altri                                             | 154 705    | 0,34  | 1     |
| Totale                                            | 45 694 172 | 100   | 513   |

Senato federale
| Liste                                             | Voti       | %     | Seggi |
| ------------------------------------------------- | ---------- | ----- | ----- |
| Partito della Social Democrazia Brasiliana        | 15 652 182 | 16,34 | 9     |
| Partito del Movimento Democratico Brasiliano      | 14 870 466 | 15,52 | 14    |
| Partito dei Lavoratori                            | 13 350 294 | 13,93 | 4     |
| Partito del Fronte Liberale                       | 13 014 066 | 13,58 | 11    |
| Partito Democratico Laburista                     | 7 299 932  | 7,62  | 4     |
| Partito Liberale                                  | 7 138 405  | 7,45  | 1     |
| Partito Progressista Riformatore                  | 4 473 291  | 4,67  | 2     |
| Partito Progressista                              | 4 208 013  | 4,39  | 4     |
| Partito Laburista Brasiliano                      | 4 015 701  | 4,19  | 3     |
| Partito Popolare Socialista                       | 2 447 931  | 2,55  | 1     |
| Partito Socialista Brasiliano                     | 2 336 549  | 2,44  | 1     |
| Partito della Ricostruzione Nazionale             | 1 628 491  | 1,70  | –     |
| Partito della Ricostruzione dell'Ordine Nazionale | 1 150 157  | 1,20  | –     |
| Partito Sociale Cristiano                         | 963 615    | 1,01  | –     |
| Partito Comunista del Brasile                     | 751 428    | 0,78  | –     |
| Partito Social Democratico                        | 737 939    | 0,77  | –     |
| Partito Socialista dei Lavoratori Unificato       | 674 856    | 0,70  | –     |
| Partito Repubblicano Progressista                 | 613 761    | 0,64  | –     |
| Partito della Mobilitazione Nazionale             | 486 430    | 0,51  | –     |
| Totale                                            | 95 813 507 | 100   | 54    |